# William Hawes
William Hawes (* 21. Juni 1785 in London; † 18. Februar 1846 ebenda) war ein englischer Komponist und Chorleiter.

## Leben und Werk
Hawes war von 1793 bis 1801 zunächst Chorknabe an der Chapel Royal, wo er auch Musik studierte.  Von 1812 bis 1816 war er Chormeister an der St Paul’s Cathedral, ab 1817 wurde er Knabenmeister der Chapel Royal und ab 1824 Leiter der Englischen Oper im Lyceum.
Hawes veranlasste unter anderem die ersten Londoner Aufführungen der Opern Der Freischütz (1824) von Carl Maria von Weber, Così fan tutte (1828) von Wolfgang Amadeus Mozart und Der Vampyr (1829) von Heinrich Marschner. Er schrieb auch englische Komische Opern. Er veröffentlichte Glees (Freudenchöre). 1818 gab er die Madrigalsammlung The Triumphes of Oriana neu heraus.
Er bildete seine Tochter Maria Hawes als Konzert- und Oratoriensängerin aus.